# U-308
U-308 — средняя немецкая подводная лодка типа VIIC времён Второй мировой войны.

## История
Заказ на постройку субмарины был отдан 20 января 1941 года. Лодка была заложена 5 ноября 1941 года на верфи Флендер-Верке, Любек, под строительным номером 308, спущена на воду 31 октября 1942 года. Лодка вошла в строй 23 декабря 1942 года под командованием лейтенанта (в дальнейшем оберлейтенанта) Карла Мюленпфордта.

### Флотилии
- 23 декабря 1942 года — 31 мая 1943 года — 8-я флотилия (учебная)
- 1 июня — 4 июня 1943 года — 6-я флотилия

### История службы
Лодка совершила один боевой поход, успехов не достигла. Потоплена 4 июня 1943 года в Норвежском море к северо-востоку от Фарерских островов, в районе с координатами 64°28′ с. ш. 03°09′ з. д. торпедами с британской подводной лодки HMS Truculent. 44 погибших (весь экипаж).